# Roodkoptangare
De roodkoptangare (Piranga erythrocephala) is een zangvogel uit de familie Cardinalidae (kardinaalachtigen).

## Verspreiding en leefgebied
Deze soort is endemisch in Mexico en telt 2 ondersoorten:
- P. e. candida: noordwestelijk Mexico.
- P. e. erythrocephala: het zuidelijke deel van Centraal-en zuidelijk Mexico.